# Oberlin (Kansas)
Oberlin is een plaats (city) in de Amerikaanse staat Kansas, en valt bestuurlijk gezien onder Decatur County.

## Demografie
Bij de volkstelling in 2000 werd het aantal inwoners vastgesteld op 1994.
In 2006 is het aantal inwoners door het United States Census Bureau geschat op 1770, een daling van 224 (-11,2%).

## Geografie
Volgens het United States Census Bureau beslaat de plaats een oppervlakte van
5,0 km², geheel bestaande uit land. Oberlin ligt op ongeveer 781 m boven zeeniveau.

## Plaatsen in de nabije omgeving
De onderstaande figuur toont nabijgelegen plaatsen in een straal van 32 km rond Oberlin.